# Knösen
Knösen är Falsterbonäsets norra udde belägen norr om tätorten Skanör. Den ligger norr om borgruinen och Skanörs kyrka, och är formad som en halvö. Området omgärdas av två naturreservat, Flommen i väster och Skanör Höll i öster. Väster om Knösen ligger Skanörs norra revel som är ett officiellt fribad (nakenbad).
Naturistföreningen Svanrevet äger sedan tidigt 1960-tal ett område på Knösen kallat Solhejdan. 